# Aedes grahamii
Aedes grahamii är en tvåvingeart som först beskrevs av Theobald 1909.  Aedes grahamii ingår i släktet Aedes och familjen stickmyggor. Inga underarter finns listade i Catalogue of Life.